# Satoshi Miyauchi
Satoshi Miyauchi (宮内 聡 Miyauchi Satoshi?,  nacido el 26 de noviembre de 1959 en Tokio) es un exfutbolista japonés que se desempeñaba como centrocampista.
Miyauchi jugó 20 veces para la Selección de fútbol de Japón entre 1984 y 1987. Miyauchi fue elegido para integrar la selección nacional de Japón para los Juegos Asiáticos de 1986.

## Trayectoria

### Clubes
| Club              | País  | Año         |
| ----------------- | ----- | ----------- |
| Furukawa Electric | Japón | 1978 - 1988 |

### Selección nacional
| Selección | País  | Año         |
| --------- | ----- | ----------- |
| Absoluta  | Japón | 1984 - 1987 |

## Estadística de equipo nacional
| Selección de Japón | Selección de Japón | Selección de Japón |
| Año                | Part.              | Goles              |
| ------------------ | ------------------ | ------------------ |
| 1984               | 1                  | 0                  |
| 1985               | 8                  | 0                  |
| 1986               | 6                  | 0                  |
| 1987               | 5                  | 0                  |
| Total              | 20                 | 0                  |

## Palmarés

### Títulos nacionales
| Título                   | Club              | País  | Año       |
| ------------------------ | ----------------- | ----- | --------- |
| Copa Japan Soccer League | Furukawa Electric | Japón | 1982      |
| Japan Soccer League      | Furukawa Electric | Japón | 1985-1986 |
| Copa Japan Soccer League | Furukawa Electric | Japón | 1986      |

### Distinciones individuales
| Distinción                  | Año       |
| --------------------------- | --------- |
| Japan Soccer League Best XI | 1985-1986 |
| Japan Soccer League Best XI | 1986-1987 |